# Corina Corbu
Corina Corbu (n. 6 august 1972, Giurcani, România) este o fostă judecătoare română care a ocupat funcția de președinte al Înaltei Curți de Casație și Justiție în perioada 2019-2025

## Biografie
Între (1998–2000) a lucrat ca judecător la Judecătoria Murgeni, între (2000–2002) la Judecătoria Sectorului 1 București, iar între (2002–2005) la Tribunalul București
Pe 18 iulie 2019 Consiliul Superior al Magistraturii a numit-o pe Corina Corbu în funcția de președinte al Înaltei Curți de Casație și Justiție. Mandatul acesteia a început pe 14 septembrie 2019. Acesta a fost primul judecător care a fost numită în acesta funcție numai de CSM.